# Campeonato Amazonense
Campeonato Amazonense - ligowe mistrzostwa brazylijskiego stanu Amazonas.

## Format
Mistrzostwa stanu Amazonas podzielone są na dwa turnieje - Taça Amazonas i Taça Cidade de Manaus.
Taça Amazonas
- Kluby grają każdy z każdym po jednym meczu. O zwycięstwie w turnieju decyduje końcowa tabela.

Taça Cidade de Manaus
- Kluby podzielone są na dwie grupy po 5 drużyn.
- W pierwszym etapie każda grupa prowadzi rozgrywki systemem każdy z każdym po jednym meczu.
- W drugim etapie rozgrywany jest mecz o zwycięstwo w turnieju między zwycięzcami obu grup.

O mistrzostwo stanu walczą zwycięzca turnieju Taça Amazonas ze zwycięzcą turnieju Taça Cidade de Manaus. Rozgrywane są dwa mecze na boiskach obu rywali. Jeśli ten sam klub zwyciężył w obu turniejach - taki pojedynek o mistrzostwo stanu jest zbędny.
Jak często bywa w brazylijskich rozgrywkach piłkarskich - ich format często ulega zmianie.

## Kluby
Pierwsza liga
- América Futebol Clube
- Atlético Clíper Clube
- Nacional Fast Clube
- Grêmio Atlético Coariense
- Libermorro Futebol Clube
- Nacional Futebol Clube
- Princesa do Solimões Esporte Clube
- Atlético Rio Negro Clube
- São Raimundo Esporte Clube
- Sul América Esporte Clube

Inne kluby
- Penharol Atlético Clube
- União Esportiva Portuguesa

## Lista mistrzów
- 1914 Manaus Athletic
- 1915 Manaus Athletic
- 1916 Nacional
- 1917 Nacional
- 1918 Nacional
- 1919 Nacional
- 1920 Nacional
- 1921 Rio Negro
- 1922 Nacional
- 1923 Nacional
- 1924 nie rozegrano
- 1925 nie rozegrano
- 1926 nie rozegrano
- 1927 Rio Negro
- 1928 Cruzeiro do Sul
- 1929 Manaus Sporting
- 1930 Cruzeiro do Sul
- 1931 Rio Negro
- 1932 Rio Negro
- 1933 Nacional
- 1934 Portuguesa
- 1935 Portuguesa
- 1936 Nacional
- 1937 Nacional
- 1938 Rio Negro
- 1939 Nacional
- 1940 Rio Negro
- 1941 Nacional
- 1942 Nacional
- 1943 Rio Negro
- 1944 Olímpico
- 1945 Nacional
- 1946 Nacional
- 1947 Olímpico
- 1948 Fast
- 1949 Fast
- 1950 Nacional
- 1951 América
- 1952 América
- 1953 América
- 1954 América
- 1955 Fast
- 1956 Auto Esporte
- 1957 Nacional
- 1958 Santos
- 1959 Auto Esporte
- 1960 Fast
- 1961 São Raimundo
- 1962 Rio Negro
- 1963 Nacional
- 1964 Nacional
- 1965 Rio Negro
- 1966 São Raimundo
- 1967 Olímpico
- 1968 Nacional
- 1969 Nacional
- 1970 Fast
- 1971 Fast
- 1972 Nacional
- 1973 Rodoviária
- 1974 Nacional
- 1975 Rio Negro
- 1976 Nacional
- 1977 Nacional
- 1978 Nacional
- 1979 Nacional
- 1980 Nacional
- 1981 Nacional
- 1982 Rio Negro
- 1983 Nacional
- 1984 Nacional
- 1985 Nacional
- 1986 Nacional
- 1987 Rio Negro
- 1988 Rio Negro
- 1989 Rio Negro
- 1990 Rio Negro
- 1991 Nacional
- 1992 Sul América
- 1993 Sul América
- 1994 América
- 1995 Nacional
- 1996 Nacional
- 1997 São Raimundo
- 1998 São Raimundo
- 1999 São Raimundo
- 2000 Nacional
- 2001 Rio Negro
- 2002 Nacional
- 2003 Nacional
- 2004 São Raimundo
- 2005 Grêmio Coariense
- 2006 São Raimundo
- 2007 Nacional
- 2008 Holanda
- 2009 América
- 2010 Penarol
- 2011 Penarol
- 2012 Nacional
- 2013 Princesa do Solimões

### Kluby według zdobytych tytułów
- 41 - Nacional
- 16 - Rio Negro
- 7 - São Raimundo
- 6 - América, Fast
- 3 - Olympico
- 2 - Sul América, Auto Esporte, Portuguesa, Cruzeiro do Sul, Manaus Athletic, Penarol
- 1 - Grêmio Coariense, Holanda, Rodoviária, Santos, Manaus Sporting, Princesa do Solimões